# Spirorbis tridentatus
Spirorbis tridentatus är en ringmaskart som beskrevs av Georg Marius Reinald Levinsen 1883. Spirorbis tridentatus ingår i släktet Spirorbis och familjen Serpulidae. Arten är reproducerande i Sverige. Inga underarter finns listade i Catalogue of Life.